# Apóllonas
Apóllonas (en grec moderne : Απόλλωνας, en katharévousa : Απόλλων, Apóllon) est un village grec situé sur l'île de Náxos.
Le village, qui porte le nom du dieu Apollon, appartient administrativement à la municipalité de Náxos et Petites Cyclades, à l'unité régionale de Náxos et à la région des îles de l'Égée-Méridionale.
Apóllonas est à l'origine un village de pêcheurs et est aujourd'hui l'un des villages touristiques les plus importants du nord de Naxos.

## Géographie

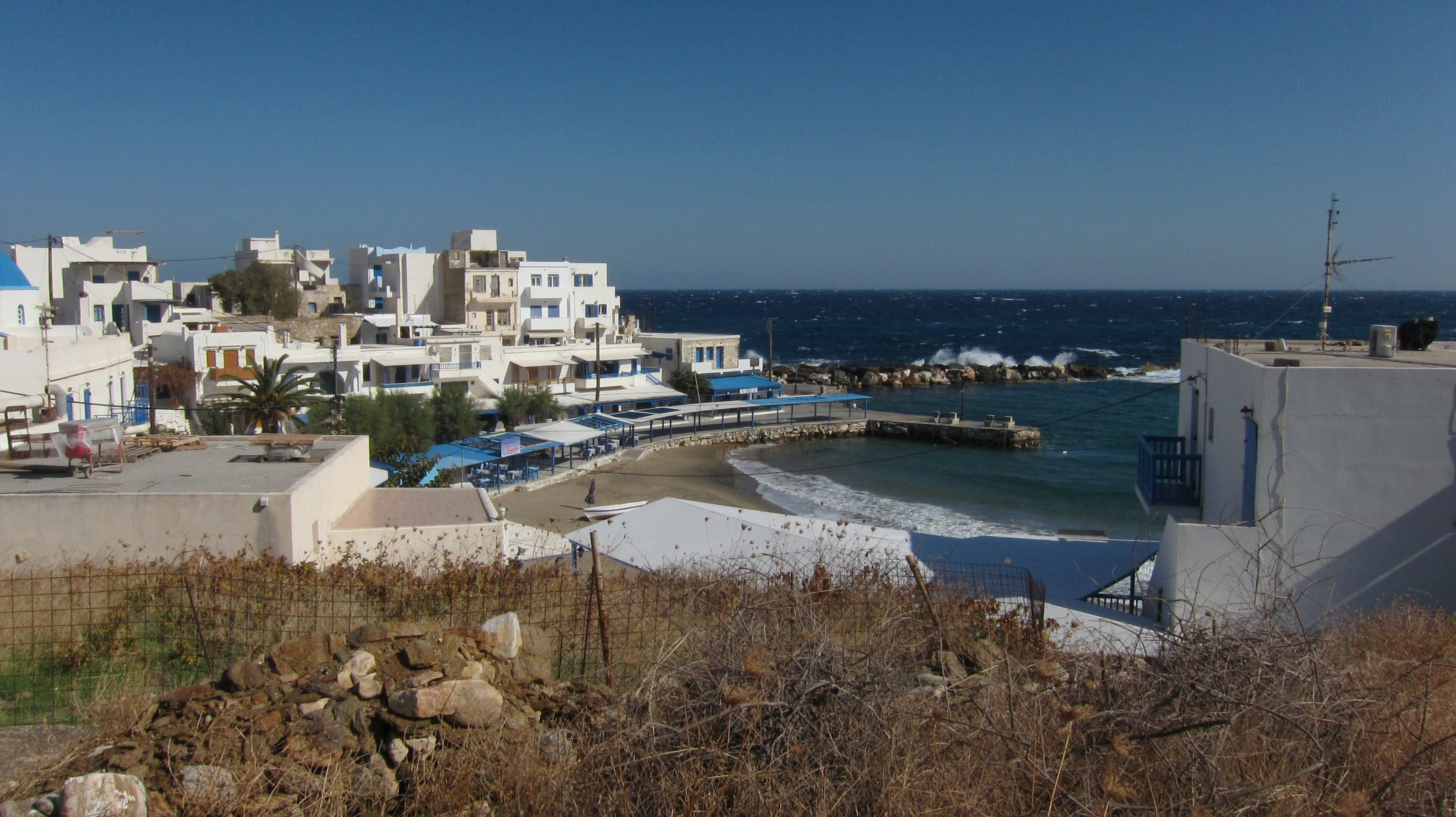
Le port d'Apóllonas.

Apóllonas est situé sur la côte nord-est de Náxos, près de la pointe nord de l'île, à environ 35 kilomètres au nord-est de la capitale de l'île, la ville de Náxos. Il fait partie de la communauté villageoise de Koronída.

## Histoire

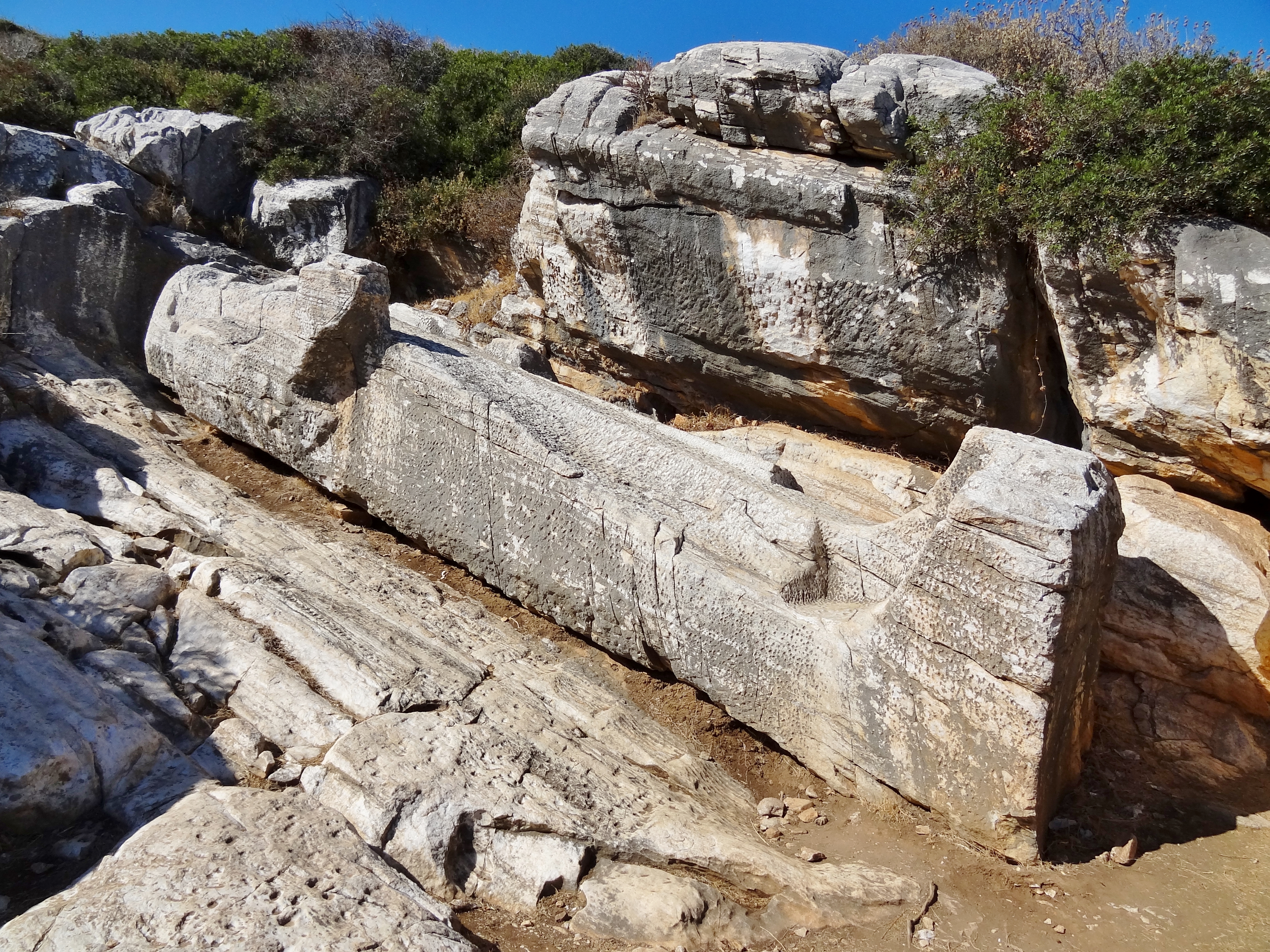
Le kouros d'Apollonas.

L'endroit est habité depuis l'Antiquité en raison des mines de marbre de la région,.
Le village est surtout connu pour la grande statue d'un kouros d'environ 10,5 mètres de long trouvée à proximité, connue sous le nom de kouros d'Apollonas. La sculpture, restée inachevée au VIe siècle av. J.-C., se trouve toujours à son emplacement d'origine, là où elle a été sculptée.
Il y a aussi un autre kouros, d'environ sept mètres de long, près du village.
L'église du village est dédiée à Saint Jean (Ágios Ioánnis),.
Auparavant, le village faisait partie de la municipalité de Drymalía et depuis 2011, il fait partie de l'unité municipale de Drymalía de la municipalité de Naxos et Petites Cyclades.

## Population
Le village comptait 129 habitants en 2011.